# COMMD9
COMMD9‏ (COMM domain containing 9) هوَ بروتين يُشَفر بواسطة جين COMMD9 في الإنسان.